# Relations entre la Bulgarie et l'Espagne
Les relations entre la Bulgarie et l'Espagne sont établies le 8 mai 1910. La Bulgarie a une ambassade à Madrid et un consulat honoraire à Barcelone tandis que l'Espagne a une ambassade à Sofia. Les deux pays sont membres de l'Organisation du traité de l'Atlantique nord (OTAN) et de l'Union européenne.

## Histoire

### XXesiècle
En 1946, le roi bulgare Siméon II fuit la Bulgarie, alors qu'il n'a environ que 9 ans, et s'exile à Madrid, où il épouse Margarita Gómez-Acebo en 1962.

#### Fin de la Guerre froide (1991-2007)
La fin de la Guerre froide marque une amélioration des relations entre les deux pays. L'Espagne devenant même l'un des pays soutenant le plus l'adhésion de la Bulgarie à l'OTAN et à l'Union européenne. En 1993, un traité d'amitié fut signé entre les deux pays et, les 23 et 25 mai de la même année, le roi Juan Carlos Ier d'Espagne et Sofía de Grèce se rendent en visite à Sofia.
Le 14 décembre 1995, le Premier ministre de Bulgarie Jan Videnov a adressé la candidature de la Bulgarie à l'Union européenne à Javier Solana, alors ministre espagnol des Affaires étrangères et président en exercice du Conseil de l'Union européenne.
En 1996, le roi Siméon II, exilé en Espagne, revient pour la première fois en Bulgarie depuis son départ en 1946.
En juillet 1998, José María Aznar, Président du gouvernement, s'est rendu en visite à Sofia.
Le 14 décembre 2000, le Premier ministre de Bulgarie Ivan Kostov se rend en visite à Madrid.

### XXIesiècle
En 2001, Siméon II est élu Premier ministre de Bulgarie.
Du 8 au 10 juin 2003, le roi Juan Carlos Ier d'Espagne et Sofía de Grèce se rende à Sofia et à Plovdiv.
Du 9 au 10 février 2006, le Prince Felipe et Letizia Ortiz se rendent à Sofia.

#### Depuis l'adhésion à l'Union européenne (depuis 2007)
L'Espagne soutient l'adhésion de la Bulgarie à l'espace Schengen sans conditionnalité.

## Coopérations thématiques

### Économie
En 2015, les exportations espagnoles vers la Bulgarie s'élevait à 1 231,7 millions d'euros, tandis que les exportations bulgares vers l'Espagne s'élevait à 498,7 millions d'euros.

## Sources

## Compléments